# كانتون جونز
كانتون جونز (بالإنجليزية: Canton Jones)‏ هو رابر أمريكي، ولد في 9 يناير 1977 في ديرفيلد بيتش في الولايات المتحدة.

## وصلات خارجية
- الموقع الرسمي